# Esala Weerakoon

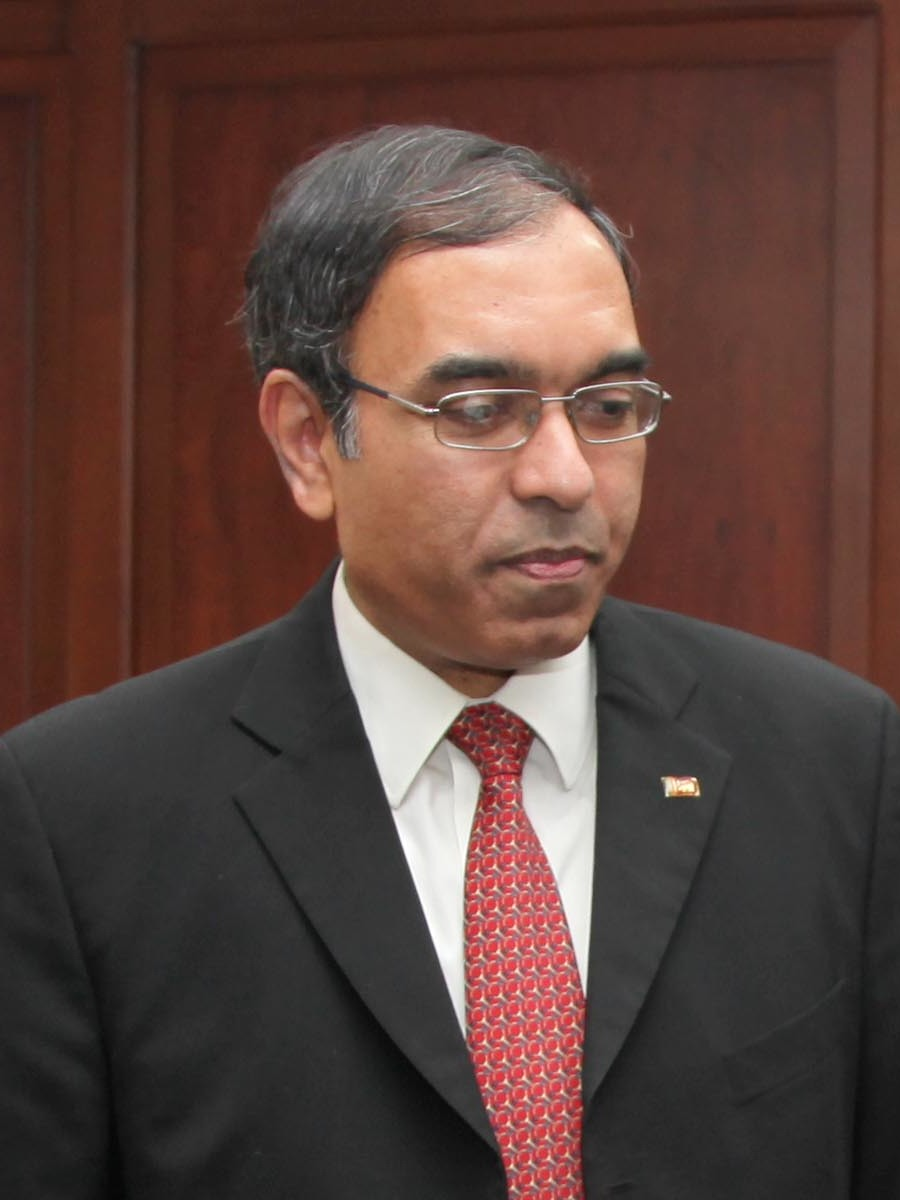
Esala Ruwan Weerakoon

Esala Weerakoon, vollständig Esala Ruwan Weerakoon (* 1960/61), ist ein Diplomat aus Sri Lanka und seit März 2020 Generalsekretär der Südasiatischen Vereinigung für regionale Kooperation (SAARC).

## Werdegang
Esala Weerakoon studierte am Royal College in Colombo und ist Absolvent der Universität Kelaniya in Wirtschaftswissenschaften. Er ist auch Alumni der London School of Economics und der University of London, wo er seinen MSc-Abschluss in Wirtschaftswissenschaften machte.
Er trat 1998 dem Auswärtigen Dienst von Sri Lanka bei. Er war Hochkommissar in Indien, Botschafter in Norwegen, Hochkommissar auf den Seychellen, arbeitete bei Botschaften in Washington, D.C. und in Tokio, London, Canberra, Kuala Lumpur und Paris. Während seiner Amtszeit im Außenministerium war er in verschiedenen Funktionen tätig, unter anderem als Generaldirektor der Abteilung Wirtschaft und als Generaldirektor der Abteilung Ostasien und Pazifik. Er war außerdem als Sekretär im Ministerium für wirtschaftliche Entwicklung und im Ministerium für Wohnungswesen tätig. Am 1. August 2016 wurde er Staatssekretär im Außenministerium Sri Lankas.

## Privates
Esala Weerakoon ist das einzige Kind des Beamten Bradman Weerakoon, der während seiner Karriere unter neun Premierministern und Präsidenten von Sri Lanka gedient hat. Er ist verheiratet mit Krishanti Tilakaratna (* 1962 in Neu-Delhi), Tochter von Bernard Tilakaratna, der ebenfalls Hochkommissar von Sri Lanka in Indien und Außenminister war.